# Aeropuerto de Maringá
El Aeropuerto Regional Sílvio Name Júnior (IATA: MGF, OACI: SBMG), es el aeropuerto que sirve a Maringá, Brasil. Su nombre se debe a Sílvio Name Júnior (1967-2000), un empresario y político local que falleció en un accidente aéreo.
El aeropuerto es gestionado por Terminais Aéreos de Maringá – SBMG, una entidad de transporte semiindependiente vinculada de manera indirecta al Municipio de Maringá y supervisada por Aeroportos do Paraná (SEIL).

## Historia
El aeropuerto fue construido en reemplazo del Aeropuerto Regional Dr. Gastão Vidigal, el cual fue cerrado.
El aeropuerto fue construido entre octubre de 1994 y el 16 de septiembre de 2000. Comenzó a operar el 25 de abril de 2001.
Su terminal está diseñada para atender a más de 430 000 pasajeros al año. El aeropuerto está situado 12 km (7 mi) del centro de Maringá.

## Aerolíneas y destinos
| Aerolíneas              | Destinos                                                                   |
| ----------------------- | -------------------------------------------------------------------------- |
| Azul Brazilian Airlines | Aeropuerto Internacional de Campinas, Aeropuerto Internacional Afonso Pena |
| Gol Transportes Aéreos  | Aeropuerto de Congonhas, Aeropuerto de São Paulo-Guarulhos                 |
| LATAM Brasil            | Aeropuerto de Congonhas, Aeropuerto de São Paulo-Guarulhos                 |

## Galería

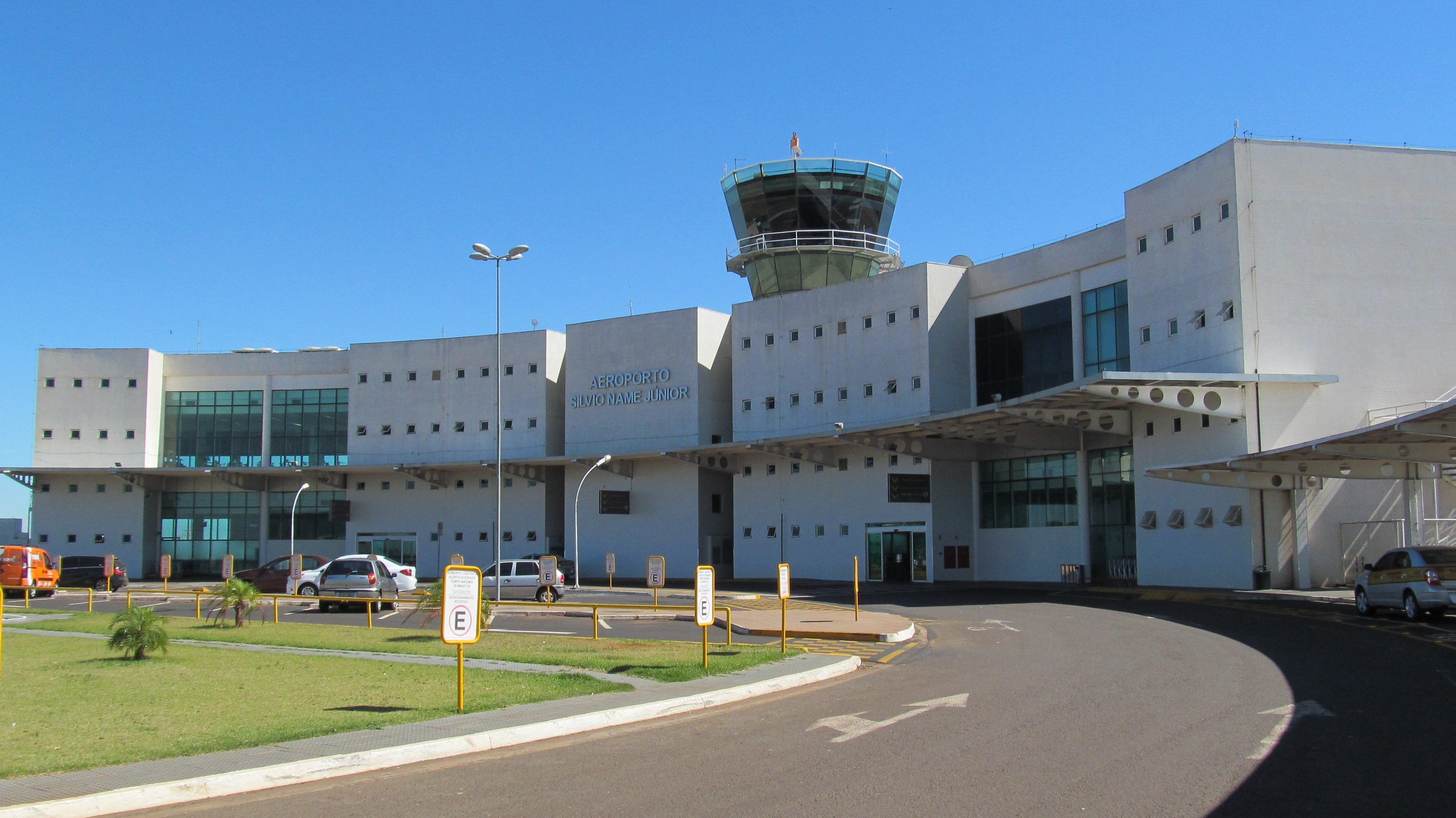
Zona terrestre del aeropuerto
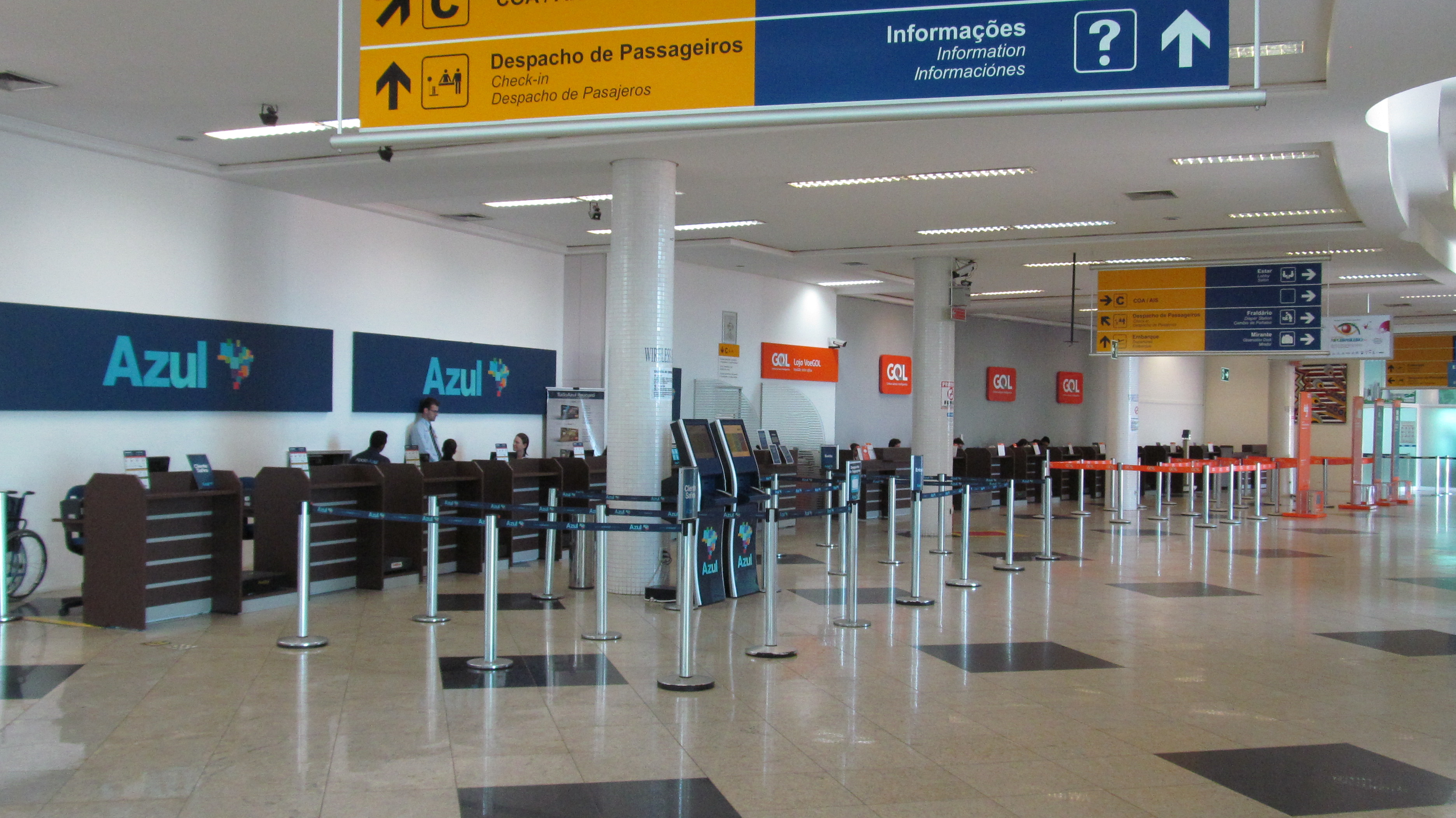
Zona de check-in